# Cratichneumon signatipes
Cratichneumon signatipes là một loài tò vò trong họ Ichneumonidae.